# Andrew Harris
Andrew Harris (ur. 7 marca 1994 w Box Hill) – australijski tenisista.

## Kariera tenisowa
W karierze wygrał jeden deblowy turniej rangi ATP Challenger Tour.
W 2020 podczas Australian Open zadebiutował w turnieju głównym imprezy wielkoszlemowej. Startując z dziką kartą, odpadł w pierwszej rundzie z Matteo Berrettinim.
Najwyżej sklasyfikowany w rankingu gry pojedynczej był na 159. miejscu (11 listopada 2019), a w klasyfikacji gry podwójnej na 245. pozycji (28 października 2019).

### Zwycięstwa w turniejach ATP Challenger Tour w grze podwójnej
| Końcowy wynik | Nr | Data                 | Turniej | Nawierzchnia | Partner      | Przeciwnicy         | Wynik finału |
| ------------- | -- | -------------------- | ------- | ------------ | ------------ | ------------------- | ------------ |
| Zwycięzca     | 1. | 20 października 2019 | Ningbo  | Twarda       | Marc Polmans | Alex Bolt Matt Reid | 6:0, 6:1     |